# Woodburnia
- Commons
- Wikispecies

Woodburnia é um género botânico pertencente à família Araliaceae.